# Hickam Housing
Hickam Housing is een plaats (census-designated place) in de Amerikaanse staat Hawaï, en valt bestuurlijk gezien onder Honolulu County. Het omvat de woongelegenheden van de Hickam Air Force Base van de United States Air Force.

## Demografie
Bij de volkstelling in 2000 werd het aantal inwoners vastgesteld op 5471.

## Geografie
Volgens het United States Census Bureau beslaat de plaats een oppervlakte van
3,9 km², waarvan 3,2 km² land en 0,7 km² water.

## Plaatsen in de nabije omgeving
De onderstaande figuur toont nabijgelegen plaatsen in een straal van 8 km rond Hickam Housing.